# 掩体

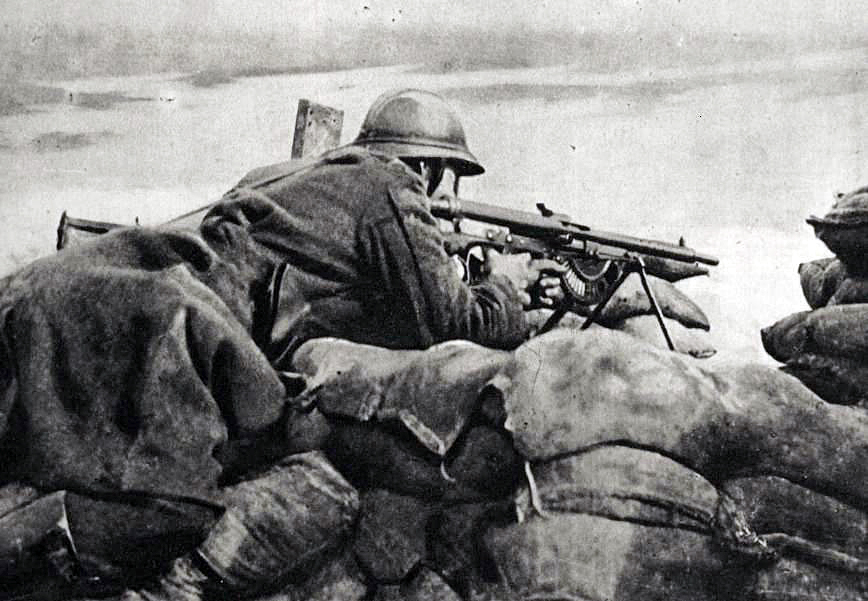
塹壕と土嚢の掩体の組合せ。その中で身を守りつつ機関銃を撃つベルギーの兵士（1918年）

掩体（えんたい）とは、射撃しやすくするとともに、敵弾から射手を守るための工事や諸設備。敵の弾から味方の射手を守るための土嚢などの設備。銃撃戦において、敵の銃弾を防ぐとともに銃を何かに載せたり押しつけて、手ぶれやゆらぎを防ぐ精度の高い依託射撃（いたくしゃげき）をおこなうための突起物。航空機などを敵の攻撃から護るための大型の覆い状施設や横穴などについては「掩体壕」ともいう。

## 概要
掩体には一般的には（あるいはしっかりと造る場合は）塹壕の縁に土や土嚢を積み上げて作るが、急いで造らなければならない場合は平地に土を盛るような簡単なものも作られる。
コンクリート製のしっかりしたものなどは英語ではバンカー（en:Bunker）、ドイツ語ではブンカーという。漢字の「掩」（えん）は「おおう」とか「かばう」という意味なので、日本語の「掩体」は「かばうため（おおうため）の物体や施設」を広く指しうる用語であり、結果として英語のバンカーも含んでいるような用語である。

## 掩体壕
20世紀の戦争で航空機がさかんに使われるようになると「掩体」という用語は、射撃用や銃撃戦用で人が入りこむものだけでなく、航空機などを敵の攻撃から護るための覆い状の施設も呼ぶためにも使われるようになった。なお、敵の砲弾を避けるために山などに横穴などを掘ったもの、つまり特に穴を掘ったものは掩体壕という（地面や山に穴を掘ったものを「壕」と呼ぶため）。旧日本軍では、掩体壕の「壕」をしばしば略し「掩体」と呼んだ。

## ギャラリー

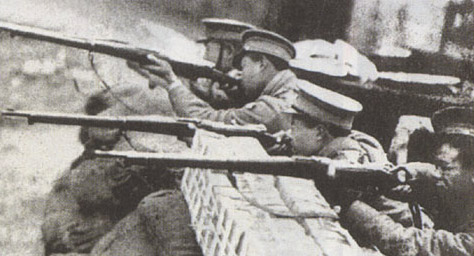
掩体（1932年。上海にて）
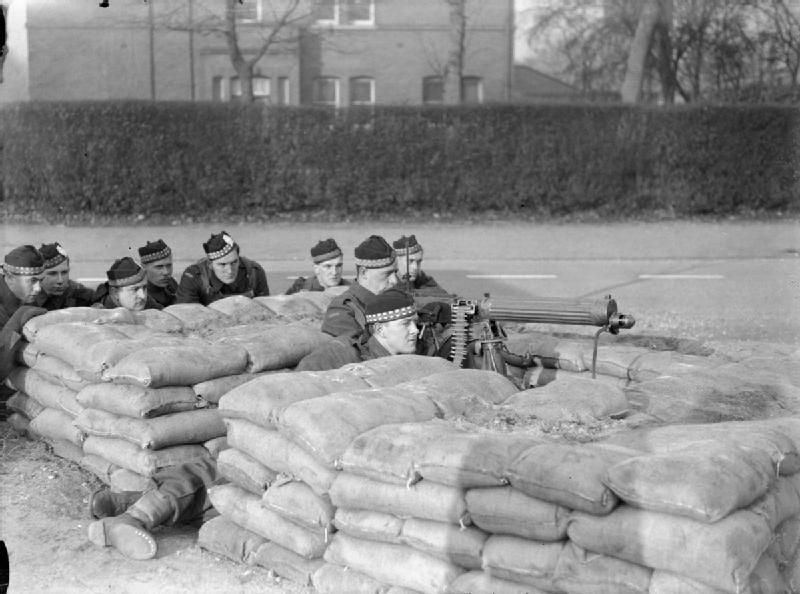
土嚢による掩体（1939年 - 1945年）
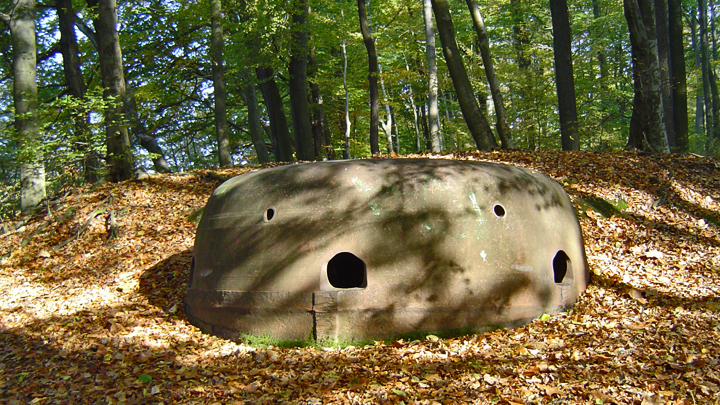
旧ドイツ軍のコンクリート製の掩体、ブンカー。
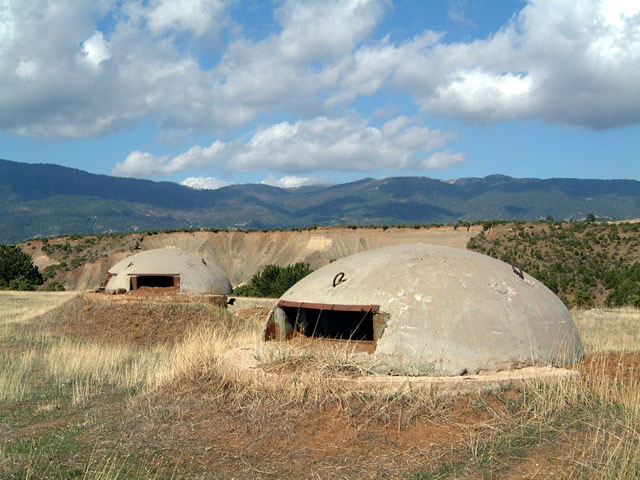
コンクリート製の掩体（アルバニア。2006年撮影）。バンカー。
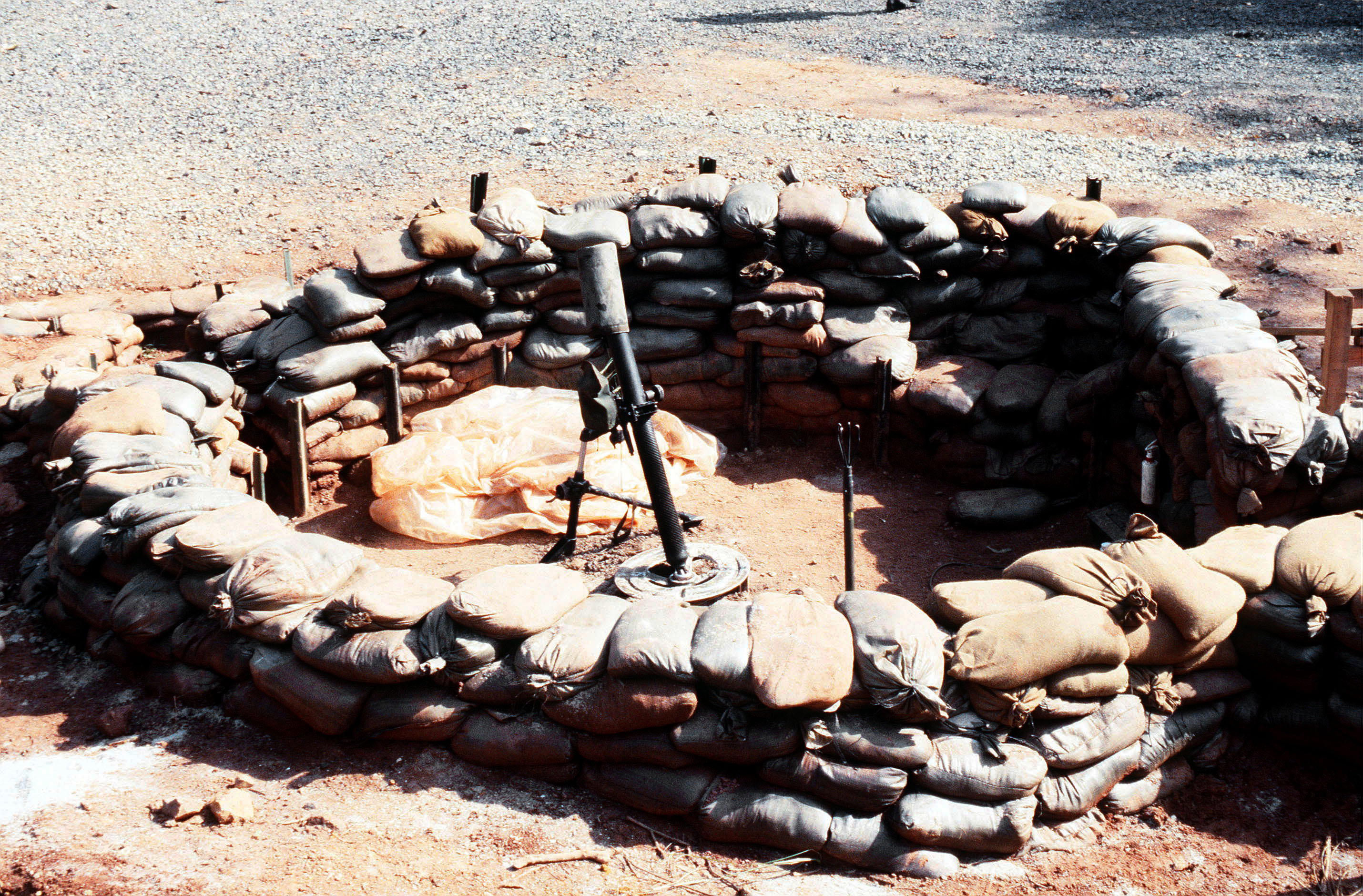
パナマのen:Howard Air Force Base付近の掩体。1989年。
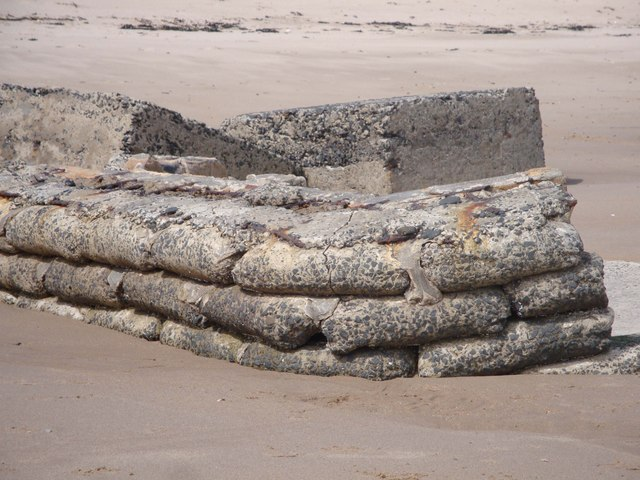
土嚢の形に固まったコンクリート（のようなもの）でできた掩体